# Gauthier de Tessières
Gauthier de Tessières, né le 9 novembre 1981 à Clermont-Ferrand, est un skieur alpin français, licencié à l'Alpe d'Huez et sacré vice-champion du monde de super-G le 6 février 2013 à Schladming. Spécialisé dans les disciplines du slalom géant et du super-G, il a participé au cours de sa carrière aux Jeux olympiques d'hiver de 2006 à Turin et de 2010 à Vancouver. Il a également disputé quatre Championnats du monde (2005, 2007, 2009, 2011) avant d'obtenir le meilleur résultat de sa carrière à sa cinquième participation. Enfin en Coupe du monde, il compte un seul podium lors du géant de Val d'Isère en décembre 2008. Il est aussi médaillé de bronze aux Championnats du monde junior de 2001 en super G. Il évolue dans le club des Douanes l'Alpe d'Huez. Après sa carrière sportive, il devient un commentateur régulier du ski alpin sur Eurosport. 

## Biographie
Gauthier de Tessières dispute sa première course FIS le 27 novembre 1996 lors d'un slalom à Val Thorens (abandon en première manche). Il prend part durant ses premières années à toutes les disciplines en FIS Race. Le 7 décembre 1998, il descend son premier géant en Coupe d'Europe (antichambre de la Coupe du monde) où il prend la 40e place. En 2000, il dispute ses premiers Championnats du monde juniors où il participe au slalom géant, sa discipline de prédilection cette année-là. Il termine à la 17e. L'année suivante, il reparticipe à cet évènement à Verbier ; il prend la médaille de bronze en super G derrière deux Autrichiens puis la 6e en géant.
Lors de la saison 2002, il participe à sa première épreuve de Coupe du monde avec le géant de Val d'Isère où il prend la 25e place. Il axe toute sa saison sur le géant en coupe du monde tout en disputant le super G en Coupe d'Europe. Sa meilleure performance en Coupe du monde est une 21e place aux géant d'Alta Badia et d'Adelboden. Il améliore cette performance l'année suivante avec la 18e place du géant d'Alta Badia puis en 2005 avec une 15e place au géant de Flachau. Il participe cette année-là à ses premiers Championnats du monde à Bormio mais y abandonne en première manche du géant. En 2006, il prend part aux Jeux olympiques d'hiver de 2006 de Turin. Il accompagne dans l'épreuve du super G Antoine Deneriaz, Yannick Bertrand et Pierre-Emmanuel Dalcin, et en géant Raphaël Burtin, Joël Chenal (futur médaille d'argent) et Thomas Fanara. Il termine 39e de l'épreuve du super G et abandonne en première manche du géant. En Coupe du monde, sa meilleure performance est une 18e place acquise lors du premier géant de la saison à Sölden.
Il vit en 2006-2007 une année difficile. Ses performances en géant sont médiocres en Coupe du monde. En super G, il marque des points avec une 15e place à Hinterstoder. Il participe néanmoins aux Championnats du monde 2007 où il prend la 22e place en super G et la 29e en géant. En 2007-2008, il ne rentre que quatre fois dans les points dont deux fois avec une 22e place aux géants d'Alta Badia et de Whistler.
En 2008-2009, il axe toute sa saison sur les Championnats du monde 2009 de Val d'Isère. C'est d'ailleurs dans cette station alpine qu'il créé la surprise en coupe du monde en montant pour la première fois sur un podium le 13 décembre 2008, en géant. Qualifié avec la 30e place de la première manche, il bénéficie de conditions optimales en seconde manche pour faire une remontée spectaculaire et terminer 3e de l'épreuve derrière Carlo Janka et Massimiliano Blardone. Aux mondiaux de 2009, il prend la 15e place et, malgré un dossard élevé (39), est le meilleur Français du super G avec une 11e place.
En 2009-2010, son meilleur résultat est une 15e place en super G. Aux Jeux olympiques de Vancouver, arrivé peu préparé à cause de blessures, il abandonne dans le slalom géant mais améliore en super G sa performance de 2006 grâce à une 31e place.
En 2010-2011, il obtient de bons résultats en slalom géant, se classant plusieurs fois dans les quinze premiers en Coupe du monde. Aux Championnats du monde de ski alpin 2011 il participe, en tant que remplaçant, à la victoire de la France qui remporte la première place de l'épreuve par équipe, faisant preuve, en bord de piste, d'un « état d'esprit irréprochable ». En Géant, il prend la 9e place, ce qui constitue la meilleure performance de sa carrière lors de championnats du monde. Il termine la saison en remportant le titre de champion de France de slalom géant, chez lui en Auvergne.
En décembre 2011, une spectaculaire chute à Lake Louise lors de la 2e épreuve de coupe du monde l'écarte du circuit mondial pour le reste de la saison. Après une rééducation express, il revient en fin d'hiver au plus haut niveau sur les dernières courses du circuit européen. Un nouveau titre de champion de France en super G cette fois, chez lui à l'Alpe d'Huez, clôture une saison douloureuse.
À l'automne 2012, sur les 3 premières épreuves de Coupe du monde, Gauthier entre deux fois dans le top 10 (7e en géant à Sölden et 8e en super G à Beaver Creek). Auteur de performances moyennes lors des courses suivantes, il n'est pas sélectionné pour les Championnats du monde 2013 à Schladming. Finalement, Gauthier de Tessières est appelé en équipe de France à la dernière minute, le 3 février, à la veille de l'ouverture de ces Mondiaux, pour pallier l'absence sur blessure de Johan Clarey. Le 6 février, il obtient le premier grand résultat de sa carrière en remportant la médaille d'argent du super-G sur la piste de la Planai, à 20 centièmes de seconde de l'Américain Ted Ligety sacré champion du monde, et 2 centièmes devant le Norvégien Aksel Lund Svindal qui termine 3e.
En janvier 2014, après 14 années passées au sein de l'équipe de France de ski, Gauthier de Tessières, non sélectionné pour les Jeux olympiques de Sotchi et n'ayant marqué aucun point en Coupe du monde cette saison, choisit de mettre fin à sa carrière de skieur. Il reste cependant dans le milieu du ski et des compétitions et endosse désormais l'habit de consultant pour la télé et la radio. En 2017, il étudie à Grenoble École de management.

## Palmarès

### Jeux olympiques d'hiver
Gauhtier de Tessières a participé à deux éditions des Jeux olympiques d'hiver, en 2006 à Turin puis en 2010 à Vancouver. Il y a pris quatre départs : deux en slalom géant et deux en super-G.
| Épreuve / Édition | Turin 2006 | Vancouver 2010 |
| Slalom géant      | Abandon    | Abandon        |
| Super G           | 39e        | 31e            |

### Championnats du monde
Gauthier de Tessières a participé à cinq éditions des Championnats du monde entre 2005 et 2013. Il y a pris 7 départs et a remporté une médaille d'argent sur le super-G de Schladming en 2013.
| Épreuve / Édition | Bormio 2005 | Åre 2007 | Val d'Isère 2009 | Garmisch-Partenkirchen 2011 | Schladming 2013 |
| Super G           | -           | 22e      | 11e              | -                           | Argent          |
| Slalom géant      | Abandon     | 29e      | 15e              | 9e                          | -               |

### Coupe du monde
Le meilleur rang de Gauthier de Tessières en Coupe du monde est une 57e place en 2011.

#### Classements par épreuve en Coupe du monde
| Année/Classement | Année/Classement | Général | Général | Descente | Descente | Slalom | Slalom | Slalom géant | Slalom géant | Super G | Super G | Combiné | Combiné |
| ---------------- | ---------------- | ------- | ------- | -------- | -------- | ------ | ------ | ------------ | ------------ | ------- | ------- | ------- | ------- |
| Année/Classement | Année/Classement | Class.  | Points  | Class.   | Points   | Class. | Points | Class.       | Points       | Class.  | Points  | Class.  | Points  |
| 2002             | 2002             | 139e    | 6       | -        | -        | -      | -      | 51e          | 6            | -       | -       | -       | -       |
| 2003             | 2003             | 108e    | 25      | -        | -        | -      | -      | 40e          | 25           | -       | -       | -       | -       |
| 2004             | 2004             | 111e    | 18      | -        | -        | -      | -      | 41e          | 18           | -       | -       | -       | -       |
| 2005             | 2005             | 86e     | 51      | -        | -        | -      | -      | 29e          | 51           | -       | -       | -       | -       |
| 2006             | 2006             | 112e    | 21      | -        | -        | -      | -      | 39e          | 20           | 45e     | 1       | -       | -       |
| 2007             | 2007             | 120e    | 16      | -        | -        | -      | -      | -            | -            | 35e     | 16      | -       | -       |
| 2008             | 2008             | 111e    | 25      | -        | -        | -      | -      | 42e          | 25           | -       | -       | -       | -       |
| 2009             | 2009             | 71e     | 85      | -        | -        | -      | -      | 22e          | 85           | -       | -       | -       | -       |
| 2010             | 2010             | 86e     | 55      | -        | -        | -      | -      | 29e          | 39           | 38e     | 16      | -       | -       |
| 2011             | 2011             | 57e     | 145     | -        | -        | -      | -      | 15e          | 108          | 32e     | 37      | -       | -       |
| 2012             | 2012             | 80e     | 72      | -        | -        | -      | -      | 32e          | 44           | 38e     | 28      | -       | -       |
| 2013             | 2013             | 64e     | 102     | -        | -        | -      | -      | 28e          | 55           | 21e     | 47      | -       | -       |
| 2014             | 2014             | NC      | 0       | -        | -        | -      | -      | -            | -            | -       | -       | -       | -       |

#### Performances générales
Gauthier de Tessières a pris 123 départs en Coupe du monde. Il compte un seul podium, en slalom géant, à Val-d'Isère en 2008. Il est rentré à cinq reprises dans le Top 10, quatre fois en slalom géant et une fois en super-G. Il a participé à sept descentes et un combiné, mais n'a jamais inscrit de points dans ces disciplines. De même, il n'a jamais disputé de slalom en Coupe du monde.
| Résultat  | Descente | Super-G | Slalom géant | Combiné | Slalom | Total |
| --------- | -------- | ------- | ------------ | ------- | ------ | ----- |
| 1re place | -        | -       | -            | -       | -      | -     |
| 2e place  | -        | -       | -            | -       | -      | -     |
| 3e place  | -        | -       | 1            | -       | –      | 1     |
| Top 10    | -        | 1       | 4            | -       | -      | 5     |
| Top 30    | -        | 14      | 36           | -       | -      | 50    |
| Autres    | 7        | 22      | 43           | 1       | -      | 73    |
| Départs   | 7        | 36      | 79           | 1       | -      | 123   |

### Championnats du monde juniors
Gauthier de Tessières a participé à deux éditions des Championnats du monde juniors, au Québec en 2000 puis à Verbier en 2001. Il a remporté une médaille de bronze en super-G.
| Épreuve / Édition      | Super-G            | Slalom géant |
| ---------------------- | ------------------ | ------------ |
| Mondiaux 2000 Stoneham | —                  | 17e          |
| Mondiaux 2001 Verbier  | Médaille de bronze | 6e           |

### Coupe d'Europe
Il monte sur dix-huit podiums en Coupe d'Europe et remporte cinq épreuves : 3 en slalom géant et 2 en super G.
Il se classe troisième du classement du slalom géant en 2008 et du super G en 2012.

### Championnats de France
Gauthier de Tessières a participé à quatorze éditions des championnats de France de ski alpin entre 1997 et 2014. Il compte deux titres de Champion de France, l'un en slalom géant en 2011, l'autre en super-G l'année suivante. Il est monté quatre autres fois sur le podium en slalom géant, deux fois à la seconde place, deux fois à la troisième.
| Épreuve / Édition                          | Descente | Super-G       | Slalom géant       | Slalom  | Super combiné |
| ------------------------------------------ | -------- | ------------- | ------------------ | ------- | ------------- |
| Championnats 1997 L'Alpe d'Huez            | 79e      | 64e           | 18e                | —       | —             |
| Championnats 1998 Serre Chevalier          | 54e      | 44e           | —                  | —       | —             |
| Championnats 1999 La Clusaz                | 40e      | 27e           | 26e                | Abandon | —             |
| Championnats 2000 Valloire                 | —        | —             | 5e                 | Abandon | —             |
| Championnats 2001 Courchevel/L'Alpe d'Huez | —        | —             | Médaille d'argent  | Abandon | —             |
| Championnats 2002 Val-d'Isère/Megève       | 32e      | 26e           | Médaille de bronze | —       | —             |
| Championnats 2003 Les Menuires             | 38e      | 29e           | 7e                 | —       | —             |
| Championnats 2004 Les Carroz/Flaine        | —        | 19e           | 13e                | —       | —             |
| Championnats 2005 L'Alpe d'Huez            | —        | 9e            | Médaille d'argent  | —       | —             |
| Championnats 2006 Courchevel/Val-d'Isère   | —        | 14e           | Médaille de bronze | Abandon | —             |
| Championnats 2008 Auron/Isola 2000         | 16e      | 11e           | Abandon            | Abandon | 12e           |
| Championnats 2011 Tignes/Le Mont-Dore      | 13e      | 6e            | Médaille d'or      | —       | Abandon       |
| Championnats 2012 L'Alpe d'Huez            | 14e      | Médaille d'or | 6e                 | —       | —             |
| Championnats 2014 Méribel                  | 12e      | 76e           | —                  | —       | Abandon       |